# Scheltkema-Nijenstein

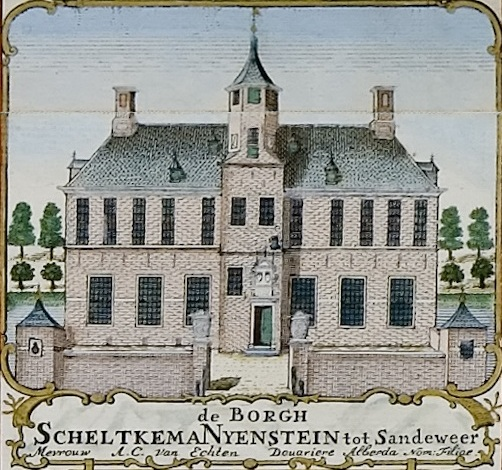
De borg op de kaart van Theodorus Beckeringh (1781)

Borg Scheltkema-Nijenstein was een borg in Zandeweer. Het eerste huis op die plek was gebouwd in de 15de eeuw. In 1633 is de borg herbouwd. In 1811 is de borg gesloopt.
De geslachten Scheltkema, Broersma, Clant, Alberda en Lewe hebben de borg bewoond. 
De herbouwde borg lag in de bocht van de oude weg van Zandeweer naar Zevenhuizen. De eerste borg stond tegenover Noorderweg 15, Zandeweer. Er is daar een verhoging in het land.
De toegangspalen sieren nu de ingang van de Nederlands Hervormde Kerk te Middelstum. Ook er is nog materiaal gebruikt op Barmerweg 15 te Doodstil, maar dit is door een brand in het verleden verloren gegaan.

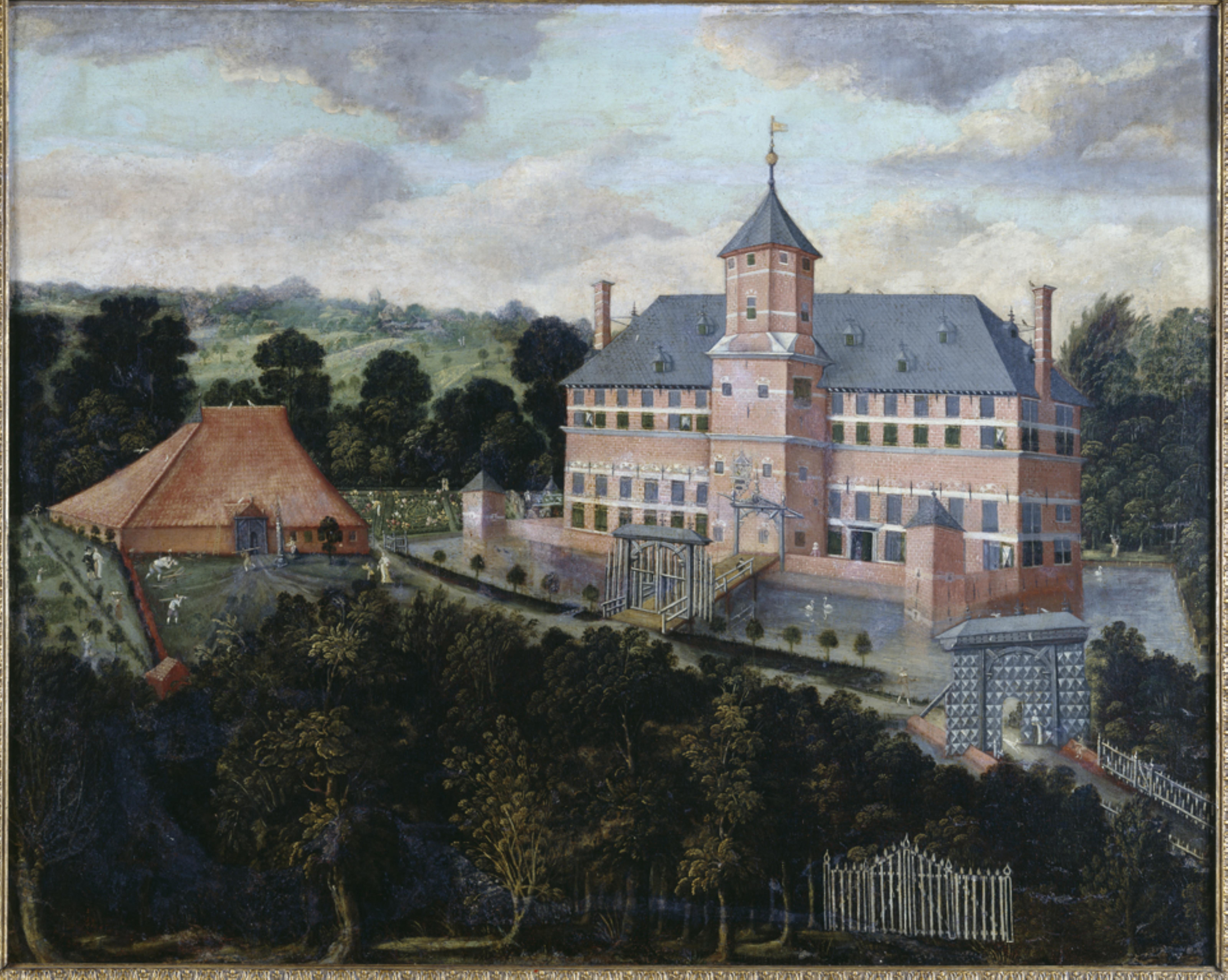
Scheltkema-Nijenstein op een 17e-eeuws schilderij met links het schathuis (gesloopt in 1817)

Allersmaborg · Asingaborg (Middelstum) · Asingaborg (Ulrum) · Asingaborg (Warffum) · Aylbada · Breedenborg · Cortinghuis · Dijkumborg · Dijksterhuis · Ennemaborg · Ewsum · Fraeylemaborg · Piloersemaborg · Hanckemaborg · Iwema-steenhuis · Huis te Lellens · Menkemaborg · Menthedaborg ·Nienoord · Nittersum · Onstaborg · Scheltkema-Nijenstein · Kasteel Selwerd · Takuma · Verhildersum · Walkuma · Wedderborg